# Ascotis perforaria
Ascotis perforaria là một loài bướm đêm trong họ Geometridae.